# Beringen
Beringen (în franceză: Béringue) este un oraș din regiunea Flandra din Belgia. Comuna este formată din localitățile Beringen, Beverloo, Koersel și Paal. Suprafața totală este de 78,30 km². La 1 ianuarie 2008 comuna avea o populație totală de 41.984 locuitori. 
Beringen se învecinează cu comunele Ham, Leopoldsburg, Hechtel-Eksel, Tessenderlo, Houthalen-Helchteren, Diest, Lummen și Heusden-Zolder.